# Samsam-ad-Dawla
Samsam-ad-Dawla (964-998) fou un príncep (emir) buwàyhida, fill gran d'Àdud-ad-Dawla.
A la mort del seu pare el març del 983 va rebre l'Iraq i fou reconegut al Kirman (amb Oman), mentre el seu germà Xàraf-ad-Dawla governava a Fars i Khuzestan. Aquest es va oposar a Samsam-ad-Dawla que al mateix temps es va haver d'enfrontar al cap kurd Badh a la Jazira (origen de la dinastia dels marwànides del Diyar Bakr) que va arribar a ocupar Mossul. Badh va atacar Bagdad però fou rebutjat i Samsam-ad-Dawla va recuperar Mossul, però finalment li va haver d'abandonar part del Diyar Bakr i del Tur Abdin. Va tenir com a visir a Abd Allah ibn Sadan.
El conflicte amb Xàraf-ad-Dawla havia estat un temps aturat però la lluita es va reprendre el 985/986. Finalment Samsam-ad-Dawla va haver d'esmentar al seu germà Xàraf-ad-Dawla en primer lloc a la khutba de l'Iraq i el seu govern es va limitar a Bagdad. El 987 Samsam-ad-Dawla fou capturat per Xàraf-ad-Dawla i fou cegat sent enviat a Siraf. A la mort sobtada de Xàraf-ad-Dawla el 6 de setembre de 989, el va succeir com amir al-umarà a l'Iraq el germà petit Bahà-ad-Dawla; el visir Abu-l-Qàssim Ala ibn Hasan ibn Ali va ordenar cegar a Samsam-ad-Dawla, però aquest en la confusió es va escapar, i va reunir partidaris; llavors fou cridat a Shiraz pel mateix Abu-l-Qàssim Ala, que el va asseure al tron amb el suport de la mare de Samsam, Sayyida, i fou confirmat com a visir; Samsam-ad-Dawla va dominar Fars i Khuzistan (que depenia de l'Iraq). A Kirman el governador Timurtash donava suport a Bahà-ad-Dawla però Abu-l-Qàssim Ala el va fer empresonar i executar i així Samsam-ad-Dawla va dominar també Kirman (amb Oman).
Samsam-ad-Dawla va envair el Khuzistan amb un exèrcit dirigit per l'hàbil general Abu Ali al-Hasan ibn Ustadh-Hurmuz, i va conquerir Bàssora. Va fer front als fills d'Izz-ad-Dawla Bakhtiyar, i durant vuit anys va combatre a Bahà-ad-Dawla. Estava proper a obtenir la victòria quan fou assassinat el novembre/desembre del 998 a la rodalia d'Esfahan per un dels fills d'Izz-ad-Dawla Bakhtiyar, Nur-ad-Dawla Abu Basr Shah Firuz. Fou enterrat a Shiraz.